# ホルガー・シューカイ
ホルガー・シューカイ（Holger Czukay、1938年3月24日 - 2017年9月5日）は、ドイツのミュージシャン。自由都市ダンツィヒ（現ポーランド・グダニスク）出身。カンの元メンバーとして、あるいは他アーティストとの様々なコラボレーションで知られる。
姓の「Czukay」は芸名であり、ウクライナ語やポーランド語で「search」を意味する言葉のスペルを変えたもので、「shook-eye」と発音される。

## 経歴
1963年から1966年まで、カールハインツ・シュトックハウゼンの元に学び、1968年にイルミン・シュミットと共にロックバンド・「カン」を結成。ベース及び作曲を担当する。1969年にカンのファーストアルバムである『モンスター・ムーヴィー』（Monster Movie）を発表。
1979年にカンが解散するまで参加を続ける。その後はソロとして活動しているほか、デヴィッド・シルヴィアンやマーズ・ヴォルタなどとのコラボレーションを多数行っている。
日本との縁が深く、『Movies』所収の「ペルシアン・ラブ」がサントリー角瓶のCMソングに採用されたほか、Phewのアルバム『Phew』のレコーディングに参加している。2006年、POLYSICSのシングル「You-You-You」のカップリングにリミックスで参加する。
2017年9月5日、シューカイの遺体はアパート内で発見された。死因は不明。

## ディスコグラフィ

### ソロ
- 『カナクシス5』 - Canaxis 5 (1969年)[4]
- 『ムーヴィーズ』 - Movies (1979年)[4]
- 『ノーマルの頂へ』 - On the Way to the Peak of Normal (1981年)[4]
- 『デア・オステン・イスト・ロート』 - Der Osten ist Rot (1984年)[4]
- 『ローマ・リメインズ・ローマ』 - Rome Remains Rome (1987年)[4]
- 『レイディオ・ウェイヴ・サーファー』 - Radio Wave Surfer (1991年[4]) ※1984年、1986年、1987年のライブ録音
- 『ムーヴィング・ピクチャーズ』 - Moving Pictures (1993年)[4]
- Good Morning Story (1999年)[4]
- La Luna (2000年)[4]
- Linear City (2001年)[4]
- 『イレヴン・イヤーズ・インナースペース』 - 11 Years Innerspace (2015年) ※レコード・ストア・デイに500枚限定LPで世界発売[5]。日本ではCDで発売[6]

### コラボレーション
- Biomutanten / Menetekel (1981年) ※コニー・プランクとLes Vampyrettes名義[7]
- 『フル・サークル』 - Full Circle (1982年)[4] ※ジャー・ウォブル、ヤキ・リーベツァイトとのコラボレーション
- Snake Charmer (1983年)[4] ※EP。ジャー・ウォブル、ジ・エッジ、ベン・メンデルソンとのコラボレーション
- 『プライト&プリモニション』 - Plight & Premonition (1988年)[4] ※デヴィッド・シルヴィアンとのコラボレーション[8]
- 『フラクス&ミュータビリティ』 - Flux + Mutability (1989年)[4] ※デヴィッド・シルヴィアンとのコラボレーション
- 『クラッシュ』 - Clash (1998年)[4] ※Dr. Walkerとのコラボレーション
- 『ザ・ニュー・ミレニアム』 - The New Millennium (2003年)[4] ※U-Sheとのコラボレーション
- Daemon In The Bar (2006年)[9] ※Bob Humidとのコラボレーション
- Time and Tide (2001年)[4] ※U-Sheとのコラボレーション
- Freemix (2004年)[4]
- 『21世紀』 - 21st Century (2007年)[4] ※Ursa Major、Drew Kalapachとのコラボレーション
- Ode to Perfume / Fragrance (2009年) ※10インチ・限定シングル[10]
- Way to LA (2010年)[11] ※10インチ・シングル。Bison、Ursa Majorとのコラボレーション
- Let's Get Hot / Let's Get Cool (2010年)[12] ※12インチ・限定シングル
- Persian Love (Remix) / My Persian Love (2010年)[12] ※12インチ・限定シングル
- Dream Again (2010年)[12] ※10インチ・限定シングル
- Hit Hit Flop Flop (Remix) / Hey Baba Reebop (2011年)  ※7インチ・限定シングル[5]